# Ava Gardner
Ava Lavinia Gardner (Grabtown (North Carolina), 24 december 1922 – Londen, 25 januari 1990) was een Amerikaans filmactrice. Ze werd genomineerd voor een Academy Award in 1953 voor haar hoofdrol in Mogambo, voor een Golden Globe voor The Night of the Iguana en voor BAFTA Awards voor zowel Bhowani Junction, On the Beach als The Night of the Iguana.

## Biografie
Gardner was de dochter van tabaksplanter Jonas Gardner en bracht haar jeugd op de plantage door. Zij was de jongste van zeven kinderen.
Zij begon haar carrière in 1940 op achttienjarige leeftijd, toen haar foto in het raam van de fotostudio van haar zwager in New York werd opgemerkt door mensen van Metro-Goldwyn-Mayer. Men was algemeen van oordeel dat Gardner weinig acteertalent bezat, maar dat zij door haar uiterlijke schoonheid enorm geschikt was voor de filmindustrie. Tijdens de eerste jaren van haar carrière speelde ze dan ook maar enkele kleine bijrollen die beperkt bleven tot een paar regels tekst. De eerste film die haar echt onder de aandacht bracht was The Killers uit 1946.
Gardner was in die periode vooral bekend van haar stormachtige huwelijken. In de periode 1942-1943 was ze gehuwd met acteur Mickey Rooney, in 1945-1946 met jazzbandleider Artie Shaw en van 1951 tot 1957 met Frank Sinatra.
Na de Tweede Wereldoorlog kreeg ze eindelijk grote rollen aangeboden van heel wat grote regisseurs en speelde ze naast enkele van de grote acteurs: met James Mason in Pandora and the Flying Dutchman, met Gregory Peck en Susan Hayward in The Snows of Kilimanjaro, met Clark Gable en Grace Kelly in Mogambo (voor haar rol in deze film kreeg ze een Oscarnominatie), met Tyrone Power, Errol Flynn en Mel Ferrer in The Sun Also Rises, met Humphrey Bogart in The Barefoot Contessa en met Richard Burton en Deborah Kerr in The Night of the Iguana.
Gardner stond bekend als een grillige actrice en ze pleegde meerdere malen contractbreuk. Ontevreden met het leven in Hollywood, verliet ze de filmstad op het hoogtepunt van haar carrière in 1955 en ze trok zich terug in Spanje. De meeste films die ze na 1955 maakte werden dan ook buiten de VS opgenomen. In 1968 vestigde ze zich in de deftige Londense wijk Kensington. Gardner had ook affaires met miljardair/filmboss/industrieel Howard Hughes, acteur George C. Scott (die haar naar verluidt geslagen zou hebben tijdens hun relatie) en de Spaanse stierenvechter Luis Miguel Dominguín.
In 1989 werd ze door een beroerte getroffen die haar gedeeltelijk verlamde. Haar vroegere echtgenoot Frank Sinatra betaalde de medische kosten. Ze stierf in Londen op 25 januari 1990, 67 jaar, aan een longontsteking. Ava Gardner ligt begraven in Smithfield (North Carolina). In Smithfield bevindt zich ook een museum ter ere van Ava Gardner.

## Trivia
- Ava Gardner werd door Empire magazine gekozen als een van de 100 meest sexy sterren uit de Hollywoodgeschiedenis.
- Een van haar beste vriendinnen uit Hollywood was Lana Turner, die eveneens met Artie Shaw trouwde.
- Ooit ontmoette ze J.R.R. Tolkien. Geen van beiden wist waarom de ander bekend was.
- Ava Gardner werd in de miniserie Sinatra (1992) gespeeld door Marcia Gay Harden en in de film The Aviator (2004) door Kate Beckinsale.
- Voor de film The Little Hut kon men een eiland in de Stille Oceaan winnen dat voor de wedstrijd omgedoopt was tot 'Ava Ava'.
- Nadat ze de dans had geleerd voor The Barefoot Contessa, werd flamenco een van Gardners favoriete hobby's. Ze oefende soms zelfs de hele nacht door.
- Tijdens de laatste jaren van haar leven waren haar enige gezelschap haar huismeid Carmen Vargas en haar hond, Morgan, een Welshe corgi. Na haar dood werden zij in huis gehaald door Gregory Peck, met wie zij nog samen had gespeeld.
- Gardner dicteerde haar memoires aan een schrijver en inspireerde daarmee De zeven echtgenoten van Evelyn Hugo.

## Uitspraken
- "I have only one rule in acting – trust the director and give him heart and soul." (Ik heb slechts één regel bij het acteren – vertrouw op de regisseur en geef hem je hart en je ziel.)
- "I haven't taken an overdose of sleeping pills and called my agent. I haven't been in jail, and I don't go running to the psychiatrist every two minutes. That's something of an accomplishment these days." (Ik heb geen overdosis slaappillen genomen en mijn 'agent' opgebeld. Ik heb niet in de gevangenis gezeten, en ik ren niet om de twee minuten naar mijn psychiater. Dat is tegenwoordig zowaar een prestatie.)
- "Nobody ever called it an intellectual profession." (Niemand heeft het ooit een intellectueel beroep genoemd.)
- "I wish to live until 150 year-old but the day I'll die, I wish it to be with a cigarette in one hand and a glass of whisky in the other." (Ik wil 150 jaar oud worden, maar wanneer ik sterf wil ik dat doen met een sigaret in de ene hand en een glas whisky in de andere.)
- "What I'd really like to say about stardom is that it gave me everything I never wanted." (Wat ik echt zou willen zeggen over het sterrendom is dat het mij alles heeft gegeven wat ik nooit wou.)

## Filmografie
- Fancy Answers (1941)
- H.M. Pulham, Esq. (1941)
- Sunday Punch (1942)
- We Do It Because- (1942)
- This Time for Keeps (1942)
- Kid Glove Killer (1942)
- Calling Dr. Gillespie (1942)
- Mighty Lak a Goat (1942)
- Reunion in France (1942)
- Hitler's Madman (1943)
- Ghosts on the Loose (1943)
- Young Ideas (1943)
- Du Barry Was a Lady (1943)
- Swing Fever (1943)
- Lost Angel (1943)
- Three Men in White (1944)
- Two Girls and a Sailor (1944)
- Maisie Goes to Reno (1944)
- Blonde Fever (1944)
- Music for Millions (1944)
- She Went to the Races (1945)
- Whistle Stop (1946)
- The Killers (1946)
- Singapore (1947)
- The Hucksters (1947)
- One Touch of Venus (1948)
- The Bribe (1949)
- The Great Sinner (1949)
- East Side, West Side (1949)
- Pandora and the Flying Dutchman (1951)
- My Forbidden Past (1951)
- Show Boat (1951)
- Lone Star (1952)
- The Snows of Kilimanjaro (1952)
- Knights of the Round Table (1953)
- Ride, Vaquero! (1953)
- The Band Wagon (1953) (cameo)
- Mogambo (1953)
- The Barefoot Contessa (1954)
- Bhowani Junction (1956)
- The Little Hut (1957)
- The Sun Also Rises (1957)
- The Naked Maja (1959)
- On the Beach (1959)
- The Angel Wore Red (1960)
- 55 Days at Peking (1963)
- On the Trail of the Iguana (1964)
- Seven Days in May (1964)
- The Night of the Iguana (1964)
- The Bible: In the Beginning (1966)
- Vienna: The Years Remembered (1968)
- Mayerling (1968)
- The Ballad of Tam Lin (1970)
- The Life and Times of Judge Roy Bean (1972)
- Earthquake (1974)
- Permission to Kill (1975)
- The Blue Bird (1976)
- The Cassandra Crossing (1976)
- The Sentinel (1977)
- City on Fire (1979)
- The Kidnapping of the President (1980)
- Priest of Love (1981)
- Regina Roma (1982)